# Igor Zajec
Igor Janez Zajec, slovenski inženir gradbeništva, športni delavec in politik, * 2. junij 1946, Ljubljana, † marec 2020
Med 17. aprilom 1997 in 4. avgustom 1999 je bil državni sekretar Republike Slovenije na Ministrstvu za promet in zveze Republike Slovenije. Od leta 2005 je bil častni konzul Kanade v Sloveniji.